# Parafia św. Antoniego w Ignacowie
Parafia Świętego Antoniego w Ignacowie – parafia rzymskokatolicka należąca do dekanatu mińskiego - Narodzenia NMP, diecezji warszawsko-praskiej, metropolii warszawskiej Kościoła katolickiego. Erygowana w 1949. Mieści się pod numerem 11.  Prowadzona przez Zgromadzenie Księży Misjonarzy św. Wincentego a Paulo.

## Obszar parafii

### Miejscowości
W granicach parafii znajdują się miejscowości: Anielew, Budy Janowskie, Dziękowizna, Ignaców, Janów, Jędrzejów Nowy, Jędrzejów Stary, Leonów, Tyborów, Walerianów, Wiciejów, i Wólka Wiciejowska.